# بنگور بیس (واشینگتن)
بنگور بیس (به انگلیسی: Bangor Base) یک منطقهٔ مسکونی در ایالات متحده آمریکا است که در واشینگتن واقع شده‌است. بنگور بیس ۲۸٫۶ کیلومتر مربع مساحت و ۶٬۰۵۴ نفر جمعیت دارد و ۱۰ متر بالاتر از سطح دریا واقع شده‌است.